# Grazer SC Straßenbahn
Der Grazer Sportclub Straßenbahn (GSC Straßenbahn) ist ein österreichischer Fußballverein aus Graz. Er spielt zurzeit in der Gebietsliga Mitte, der siebthöchsten österreichischen Spielstufe. In seiner erfolgreichsten Zeit, die von 1930er Jahren bis Anfang der 1960er reichte, spielte Straßenbahn insgesamt drei Mal in der höchsten österreichischen Liga.

## Geschichte

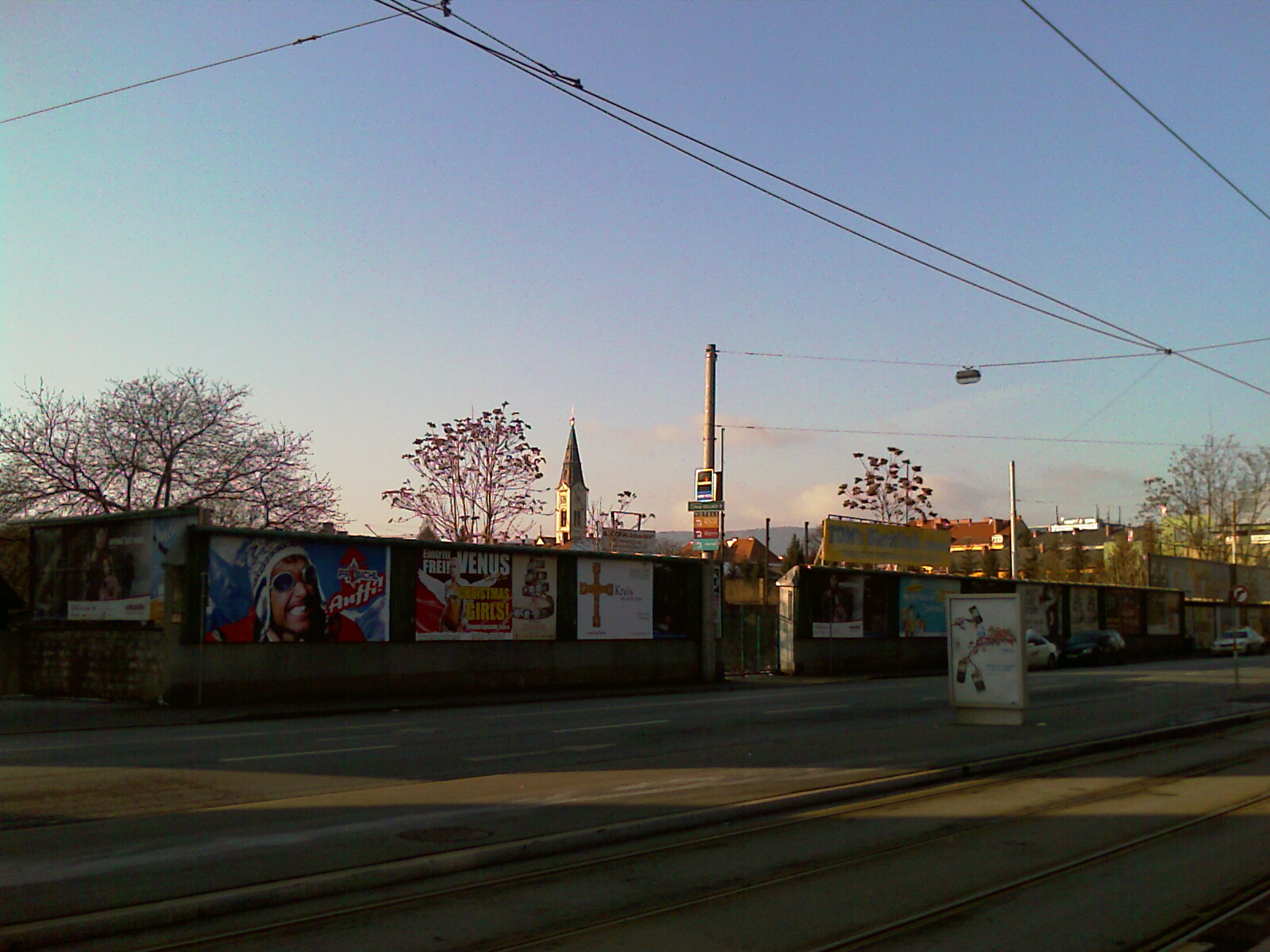
Hinter diesen Mauern stand früher das imposante Stadion des Sportklubs

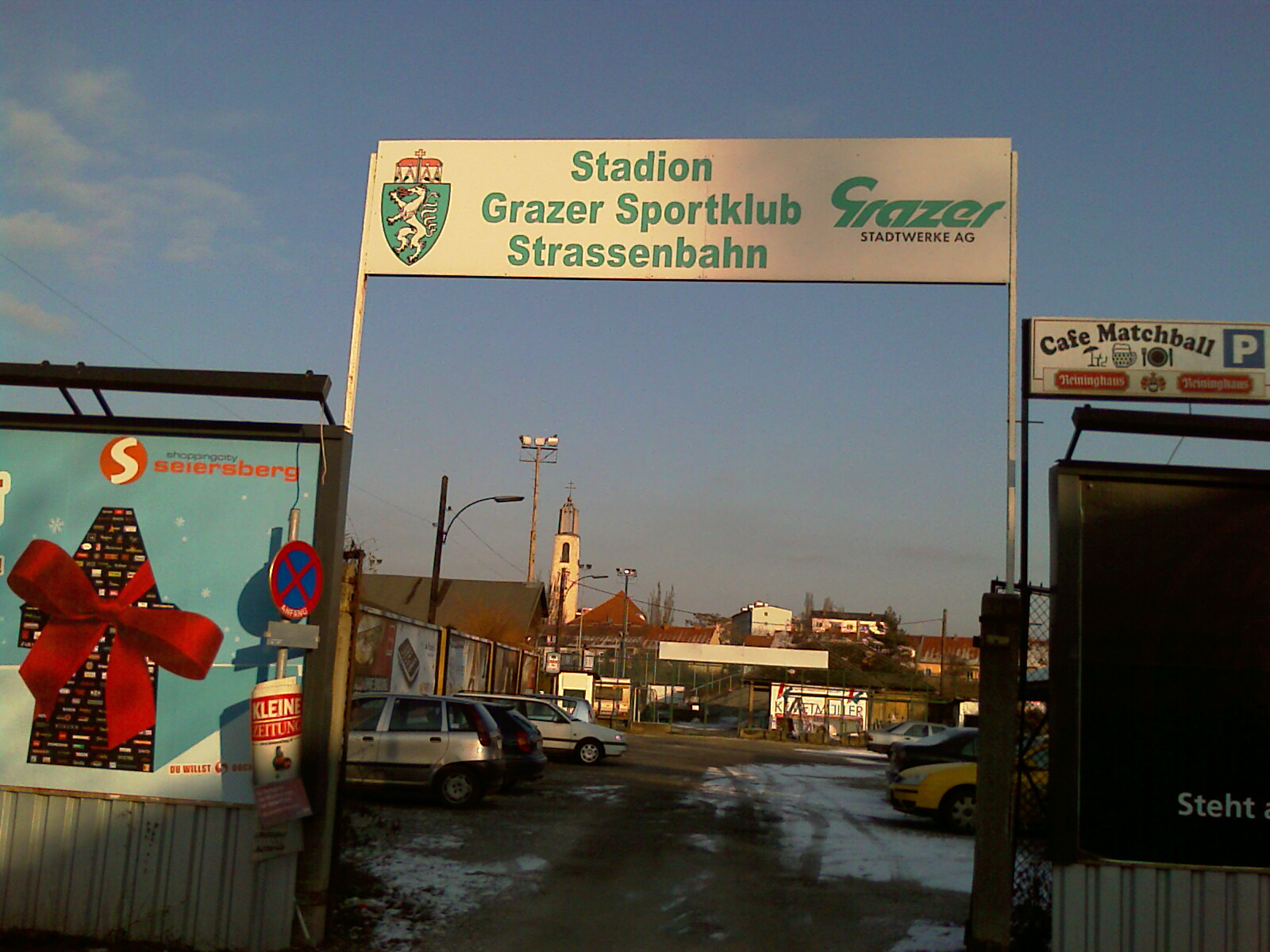
Heute spielen die Straßenbahner in der Gruabn

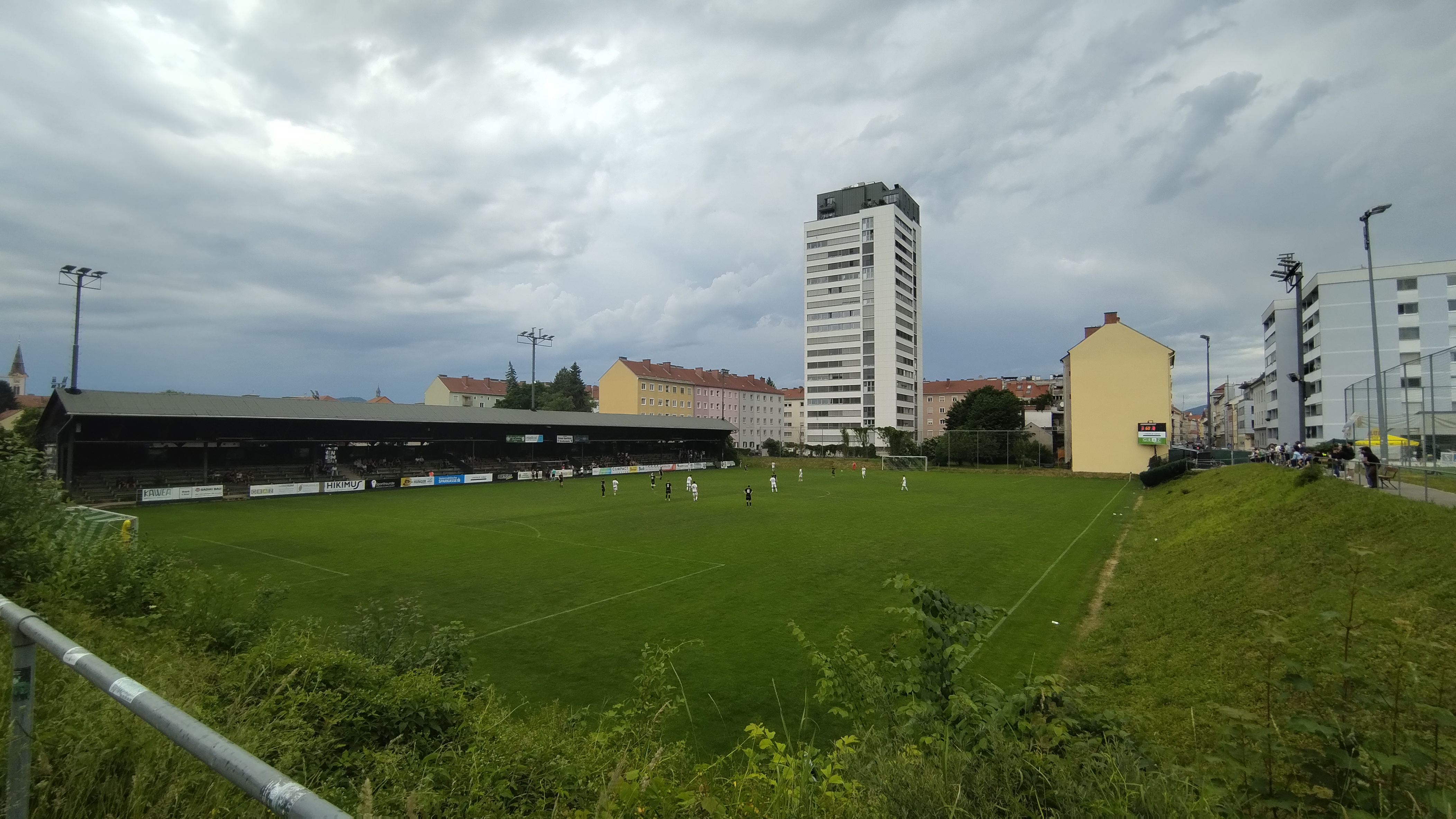
Spiel in der Gruabn gegen den ASKÖ Murfeld am 1. Juni 2025

In der Zeit nach dem Ersten Weltkrieg hat sich in den Reihen der jüngeren Bediensteten der Grazer Straßenbahn immer wieder das Bestreben gezeigt, im Rahmen der Kollegenschaft eine sportliche Vereinigung zu gründen. Im Jänner 1923 wurde der Grazer Sportklub Straßenbahn gegründet. Dem ersten Vereinsvorstand gehörten neben Gründerobmann Viktor Friedrich die Herrn Ludwig Juchart, Franz Ulrich, Josef Birnstingl, Hans Losch, Karl Strozer, Franz Polheim, Matthias Gabauer und die zwei Kapitäne der Mannschaft Hans Piron und Josef Polschak an. Zum Trainingsplatz wurde der Augarten bestimmt.
Ihr erstes Spiel absolvierte die Mannschaft im März 1923 gegen die Reserve des Grazer AK, man verlor 1:6. Die damalige Presse kommentierte dieses Ergebnis wie folgt: “Die Straßenbahner haben vor sechs Wochen eine Berufsmannschaft ins Leben gerufen, mit der sie gestern zum ersten Mal vor die Öffentlichkeit traten. Ob die Mannschaft Bestand haben wird, muss sich erst zeigen; groß genug wäre der Angestelltenkörper der Straßenbahn.” Diese Worte waren Urteil und Wegweiser zugleich. Es scheint so, als ob die Verantwortlichen des jungen Vereines den Fingerzeig richtig zu deuten wussten, denn es wurde mit einem wirklichen Feuereifer weitergearbeitet. Doch bereits 1924 wurde Straßenbahn Meister der 3. Klasse der Steiermark, ein Jahr später gewann man die 2. Klasse mit einem Torverhältnis von 57:1 und ohne einen einzigen Punkteverlust. Damit war der Verein 1925 erstmals in der steirischen Landesliga vertreten. 1928 begann man mit dem Bau eines Stadions in Liebenau, welches noch im selben Jahr fertiggestellt wurde. Zur Eröffnung konnte der damalige österreichische Meister SK Admira Wien geladen werden, der auch mit 6:1 gewann. Durch die Erfolge und das neue Stadion wurde der Verein zu einem der größten Fußballklubs der Steiermark. Im Frühjahr 1934 besiegte man erstmals den Erzrivalen SK Sturm Graz im Winterpokalfinale mit 5:0, im Anschluss daran organisierte Alexander Niederl eine Reise nach Niederländisch-Indien, die auch tatsächlich durchgeführt wurde.
1937 bauten die Grün-Weißen ein neues Stadion in Jakomini in der Conrad-von-Hötzendorfstraße, welches bis 2006 zur Austragung der Heimspiele dienen sollte. Bereits ein Jahr später gewann Straßenbahn das Entscheidungsspiel um den Aufstieg in die höchste österreichische Spielklasse gegen Sturm mit 1:0. Unter dem prominenten Trainer und ehemaligen Wunderteamspieler Pepi Blum erreichte man zur Zeit des Zweiten Weltkriegs in der folgenden Saison 1938/39 den achten Tabellenrang und kam mit einem 3:2 über die Wiener Austria bis ins Viertelfinale des Deutschen Pokals. Nach dem Abstieg 1941 konnte der Grazer Sportclub Straßenbahn nach Kriegsende noch einmal bis in die höchste österreichische Liga kommen: Zur Saison 1951/52 qualifizierte man sich für den Profifußball und kam in B-Liga, aus der der Klub bereits in seinem Debütjahr als Tabellenzweiter gemeinsam mit dem VfB Mödling in die A-Liga aufstieg.
In der A-Liga 1952/53 waren spätere Fußballgrößen wie Helmut Senekowitsch und Erich Frisch Stammspieler bei der Straßenbahn, aber dennoch musste man als Vorletzter den Abstieg hinnehmen. Beinahe gelang der sofortige Wiederaufstieg: Als B-Ligadritter stand der Klub 1954 in der Relegation, wo Straßenbahn aber dem SC Schwarz-Weiß Bregenz mit 3:2 und 0:2 knapp unterlag. In den folgenden Jahren konnten sich die Grünweißen in der B-Liga etablieren, nach dem Abstieg im fünften Jahr 1957/58 folgte 1961 die Rückkehr in die zweiten Spielstufe, die nun die Regionalliga Mitte bildete. Nach dem Abstieg 1964 folgte jedoch der vollkommene Absturz des Klubs. Sechzehn Jahre später war der Grazer SC Straßenbahn in der damaligen Grazer 2. Klasse, der niedrigstmöglichen Spielstufe angekommen. Hiervon konnte sich der Klub nie erholen, heute spielt er in der zweitniedrigsten Spielstufe und trägt seine Matches nach Abriss seines Platzes 2006 in der Gruabn aus. In der Saison 2007/08 gelang der Aufstieg von der „Gebietsliga Mitte“ in die „Unterliga Graz Mitte“. In der Saison 2011/12 folgte jedoch wieder der Abstieg in die „Gebietsliga Mitte“.

## Erfolge
- 3 Erstligasaisonen: 1938/39, 1940/41, 1952/53 (8. Platz 1939)
- 5 × Steirischer Landesmeister: 1935, 1938, 1940, 1951, 1961